# Malšovice
Malšovice (deutsch Malschwitz) ist eine Gemeinde in Tschechien. Sie liegt sechs Kilometer südwestlich des Stadtzentrums von Děčín (Tetschen) an dessen Stadtgrenze und gehört zum Okres Děčín.

## Geographie

### Geographische Lage
Malšovice befindet sich in den nördlichen Ausläufern des Böhmischen Mittelgebirges linksseitig über dem Elbtal am Fuße der Siebenberge (Sedmihoří). Nordöstlich des Dorfes mündet der Račí potok (Kokischbach) in die Elbe. Im Norden erhebt sich der Chmelník (Hopfenberg, 508 m), nordöstlich der Velký Chlum (Kolmener Kippe, 507 m), im Osten die Hůrka (Netterskoppe, 493 m), südöstlich der Dívčí skok (Jungfernsprung) und Vrabinec (Sperlingstein, 350 m), im Süden der Petrův vrch (Schneideberg, 437 m), westlich der Javorský vrch (Ohrener Höhe, 616 m) und im Nordwesten der Lotarův vrch (Lotterberg, 511 m).

### Gemeindegliederung
Die Gemeinde Malšovice besteht aus den Ortsteilen Borek (Barken), Choratice (Kartitz), Hliněná (Gleimen), Javory (Ohren), Malšovice (Malschwitz), Nová Bohyně (Neu Bohmen, auch Kokisch) und Stará Bohyně (Alt Bohmen) Zu Malšovice gehört außerdem die Ansiedlung Nové Choratice (Neu Kartitz).
Das Gemeindegebiet gliedert sich in die Katastralbezirke Borek u Děčína, Hliněná, Javory, Malšovice und Stará Bohyně.

### Nachbargemeinden
Nachbarorte sind Chmelnice im Norden, Vilsnice und Křešice im Nordosten, Boletice nad Labem im Osten, Nebočady und Choratice im Südosten, Borek und Poustka im Süden, Hliněná und Javory im Südwesten, Stará Bohyně im Westen sowie Nová Bohyně und Martiněves im Nordwesten.

## Geschichte
Die erste schriftliche Erwähnung des aus 13 Bauernwirtschaften bestehenden Dorfes Malssowicz erfolgte 1515 im Zuge des Verkaufs der Herrschaft Tetschen durch Nikolaus III. Trčka von Lípa an die Brüder Hans, Wolf und Friedrich von Salhausen. Hans von Salhausen, der seit der 1522 erfolgten Teilung des Besitzes alleiniger Herr auf Tetschen geworden war, verkaufte die Herrschaft 1534 an die Herren von Bünau. 1628 mussten die protestantischen Bünauer das Land verlassen und neue Besitzer wurden die Grafen Thun und Hohenstein. 1680 brach in der Herrschaft eine Bauernrebellion aus, zu den Aufständischen gehörten auch Jakob Schäms, Matthäus Schäms und Georg Jahnel aus Malschwitz. Das Dorf hatte zu dieser Zeit 144 Einwohner, die niedere Gerichtsbarkeit übte der Erbrichter in Wilsdorf aus. Pfarrort war das rechtselbische Neschwitz.
Nach der Aufhebung der Patrimonialherrschaften bildete Malschwitz ab 1850 einen Ortsteil der politischen Gemeinde Wilsdorf in der Bezirkshauptmannschaft Tetschen. Malschwitz war ein von der Landwirtschaft, insbesondere vom Obstbau, geprägtes Dorf. Auch durch die 1851 im Elbtal unterhalb von Malschwitz in Betrieb genommene Eisenbahnstrecke der k.k. Nördliche Staatsbahn von Aussig nach Bodenbach änderte daran wenig. Die Ansiedlung von Fabriken erfolgte in Wilsdorf, wo sich auch die nächste Bahnstation befand. 1869 lebten in Malschwitz 179 Menschen, 1890 waren es 168. Am 1. September 1899 richtete eine Windhose in Malschwitz schwere Schäden an. 1911 löste sich Malschwitz von Wilsdorf los und bildete eine eigene politische Gemeinde. Im Jahr 1914 hatte der Ort 350 Einwohner und 1930 lebten in Malschwitz einschließlich der Einschichten Krebsmühle, Lase und Schams 314 Menschen. Nach dem Münchner Abkommen wurde die Gemeinde 1938 dem Deutschen Reich zugeschlagen und gehörte bis 1945 zum Landkreis Tetschen, ab 1943 Tetschen-Bodenbach. 1939 hatte Malschwitz 335 Einwohner, darunter waren zwei Tschechen. 1945 kam Malšovice zur Tschechoslowakei zurück, die deutschen Bewohner wurden vertrieben und das Dorf ab 1946 mit Tschechen besiedelt. 1961 wurden Borek, Hliněná, Choratice mit Nové Choratice sowie Stará Bohyně mit Nová Bohyně eingemeindet. Borek ist seit 1971 ein Ortsteil von Malšovice. Im August 2002 wurde der Ortsteil Choratice zu großen Teilen durch das Jahrhunderthochwasser überflutet.

## Kultur und Sehenswürdigkeiten
- spätbarocke Kirche des heiligen Prokop in Javory
- Kapelle in Borek
- Fachwerkhäuser in Borek
- Dívčí skok (Jungfernsprung) mit Eisenbahntunnel, rechtselbisch gegenüber Choratice

## Söhne und Tochter der Gemeinde
- Rudolf Dörre (1881–?), Lehrer und Heimatforscher
- Erich John (* 1932) in Kartitz, deutscher Formgestalter (Designer), Schöpfer der Urania-Weltzeituhr auf dem Alexanderplatz in Berlin
- Friedmund Neumann (1935–2007), Veterinärmediziner und Endokrinologe